# Mit den Menschen von der Brücke

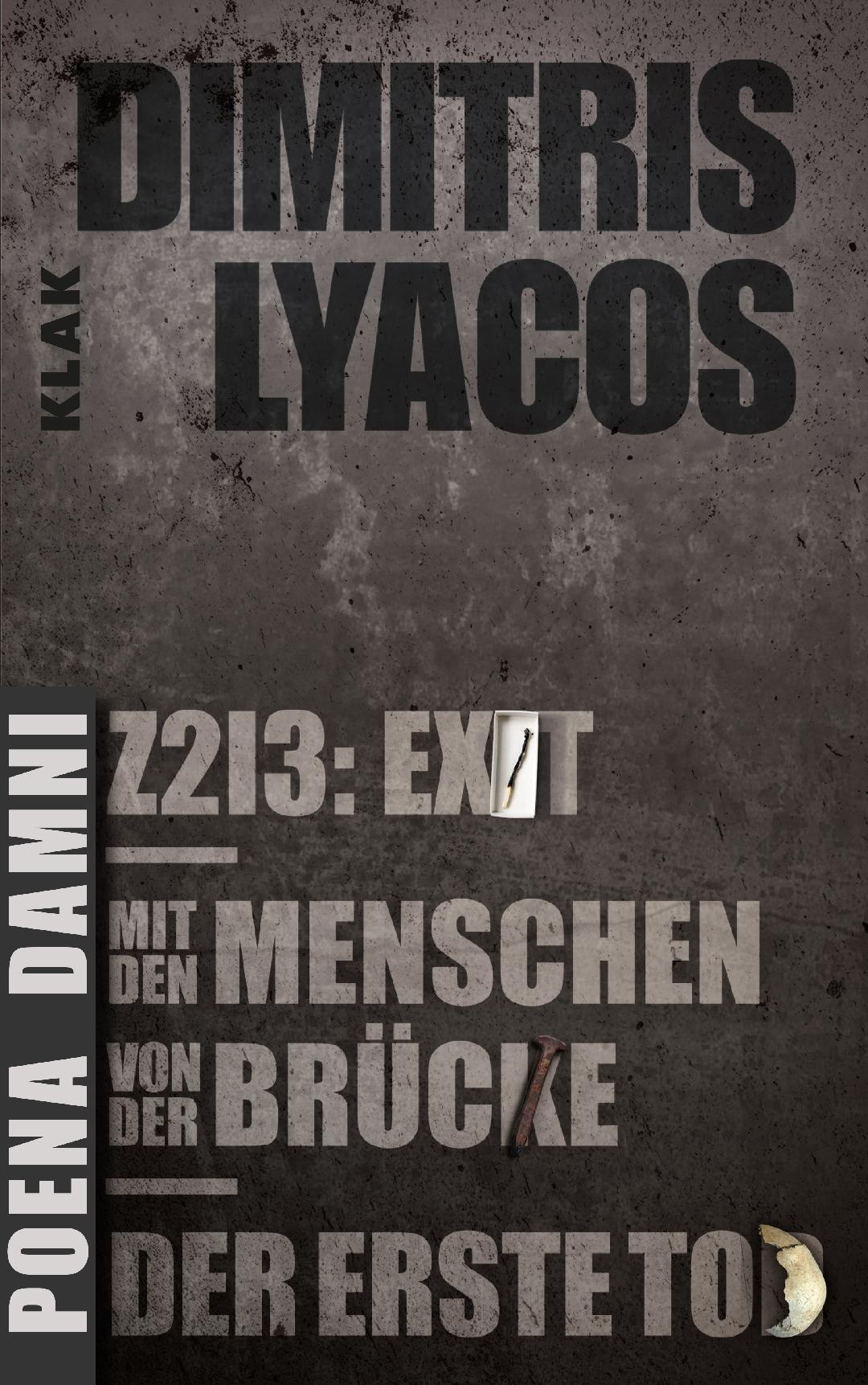
Poena-Damni-Trilogie, deutsche Ausgabe

Mit den Menschen von der Brücke (griechisch: Με τους ανθρώπους από τη γέφυρα, englisch: With the People from the Bridge) ist der zweite Teil der Poena-Damni-Trilogie des griechischen Schriftstellers Dimitris Lyacos. Das Buch behandelt das Thema Verlust und die Rückkehr der Toten im Kontext der christlichen Teleologie. Der Text wird von einer posttheatralischen rituellen Dramenform umfasst, die auf verschiedenen philosophischen und literarischen Quellen sowie auf der alten und modernen griechischen Folklore beruht. Die Handlung konzentriert sich auf eine Orpheus-artige Reise des Protagonisten LG, der sich seiner verstorbenen Gefährtin im Grab anschließt und anschließend von ihr in ein Grenzgebiet vor dem bevorstehenden Auferstehungstag geführt wird. Das Werk wurde von Kritikern sowohl der Moderne als auch der Postmoderne zugerechnet. Es zeigt eine starke Affinität zu einer Vielzahl kanonischer Texte, so zu Homer, Dante, Kafka, Joyce und Beckett.

## Zusammenfassung
Mit den Menschen von der Brücke folgt der Hauptlinie der Erzählung von Z213: Exit, dem ersten Buch der Poena-Damni-Trilogie. Das Werk beginnt mit einem Ich-Bericht des Erzählers von Z213: Exit, der seine Ankunft an einem heruntergekommenen Bahnhof namens Nichtovo erzählt, auf der Suche nach einem Ort, an dem, wie ihm gesagt wurde, eine improvisierte Performance von einer Gruppe sozialer Außenseiter inszeniert wird. Der Erzähler schließt sich den wenigen Anwesenden an und zeichnet das Szenario, sowie die Ereignisse „auf der Bühne“, in seinem Tagebuch auf, während der Auftritt beginnt. Eine Gruppe von vier Frauen in der Rolle eines Chores und drei weitere Protagonisten (LG, NCTV, Narrator) treffen ihre letzten Vorbereitungen vor einem heruntergekommenen Auto zwischen Maschinenteilen und dem Geräusch eines Generators. Wenn die Lichter auf der Bühne abgesenkt werden, beginnt die Performance mit dem Eröffnungsmonolog des Chores, gefolgt von der Reihenfolge der Rezitationen der anderen Charaktere: Die Geschichte entfaltet sich während der Zeitleiste eines Kalendertages, der den Toten gewidmet ist, einer Art Allerseelen oder eines Samstags der Seelen. Die Handlungslinie stammt aus dem Vorfall der Bibel (Markus 5,9), wonach der Gerasene-Dämoniker Jesus bittet, ihn von seinen Qualen zu befreien. In dem Theaterstück übernimmt LG die Rolle des Dämonikers und erweitert seine Rolle. Er erzählt von seinem früheren Zustand und beschreibt, wie er sich auf einem Friedhof niedergelassen hat. In einer Art simultaner Erzählung erzählt LG, wie er das Grab seines verstorbenen Begleiters (NCTV) geöffnet hat, ausgelöst durch die Stimmen, die er gehört hat. Er tritt ein, findet ihren Körper im Inneren und fühlt sich gezwungen, bei ihr zu bleiben, und schließlich erkennt er, dass sie allmählich wieder zum Leben erweckt wird. In der Zwischenzeit bereitet sich der Chor auf den jährlichen Besuch ihrer verstorbenen Verwandten vor. LG und NCTV schließen sich ihnen an, nachdem sie von einer Menge Rachsüchtiger getrennt worden waren, die anlässlich des Seelen-Samstags geweckt wurden. Als der Tag zu Ende geht, gehen LG und NCTV aus und werden wieder Teil der Menge, von der sie abgebrochen waren. Trotz des Versuches, sich aneinander festzuhalten, sind sie schließlich in ein unbestimmtes Kollektiv von Seelen versunken, die sich vorwärts bewegen und „die Brücke zwischen den Welten“ überqueren, da eine christliche Auferstehung am Horizont erscheint. Das Buch endet mit dem Epilog des (internen) Erzählers auf der Bühne, in dem der Prozess erzählt wird, durch den ein Mob, der sich auf einem Friedhof versammelt hat, zwei Leichen ausgräbt und die Frau rituell „tötet“, indem er ihr einen Pfahl in die Brust treibt, ähnlich wie beim entledigen von Vampiren in der slawischen Tradition. Eine letzte narrative Wendung wird durch das Vorhandensein eines Boulevardzeitungsausschnitts geboten, der den Leser zurück in eine grausame Alltagswirklichkeit versetzt.

## Genre
Mit den Menschen von der Brücke ist ein genreübergreifendes Werk, das Prosa-Erzählungen mit dramatischen Monologen in Poesieform kombiniert. Vers-Soliloquien, Inszenierungs- und Ritualelemente sowie Chorbeschwörungen und einfache Beschreibungen werden zu einem polyvalenten Text kombiniert, der sich sowohl Poesie als auch Drama annähert. Die provisorische Bühne und die Präsenz von Schauspielern geben dem Text seinen dramatischen Charakter, während Action und Setting, gefiltert durch die Perspektive des Betrachters, die Dimension des Geschichtenerzählens hervorheben. Die selbstreflexive Theatralität, die durch eine klare Darstellung der Aufteilung von Zuschauern, Schauspielern und Regisseur erreicht wird, und die von der vereinigenden Stimme eines externen Erzählers führt dazu, dass das Werk als Metatheater klassifiziert wird. Darüber hinaus und aufgrund einer Konstellation von Elementen, darunter gebrochene Erzählungen, fragmentierte Charaktere und illusionäre/imagistische Szenarien, die in Form einer persönlichen Erfahrung eines Publikumsmitglieds vermittelt werden, wurde das Werk als ein eindeutig postmodernes Spiel klassifiziert. Aufgrund seiner Treue und ihres Fokus auf einen Grand Narrative-Wiederaufbau scheint es jedoch weit entfernt von postmodernen Vereinigungen zu stehen.

## Stil
Das Buch zeigt eine Version des postmodernen Eklektizismus, die Poesie mit Prosa-Stücke abwechselt. Trotz seiner postmodernen Affinitäten kann es jedoch im Einklang mit der Tradition des Hochmodernismus ausgelegt werden, wobei die postmoderne Verspieltheit für einen ernsthaften Umgang mit Subjekten beiseite lässt. Der Text entwickelt sich in einer Reihe intermittierender Monologe, die mit biblischen Ausschnitten und den Kommentaren des Erzählers erster Ordnung durchsetzt sind. Die biblischen Elemente zusammen mit vampirischen und dystopischen Bildern wirken zusammen und erzeugen ein Gefühl von Ahnungslosigkeit und Einschluss. Die Sprache ist spärlich und fragmentarisch, so dass dem Leser genügend Schlupflöcher hinterlassen werden und ohne das Vampir-Thema explizit zu erwähnen, um seine Handlung allmählich und minimalistisch darzustellen. Kurze deklarative Sätze werden verwendet, um Unmittelbarkeit und Faktizität in der Darstellung einer düsteren Welt zu vermitteln. Andeutungen und eine Fülle kultureller Referenzen werden durch spärliche und scheinbar beiläufige Monologe vermittelt, die gleichzeitig die Überschrift des Textes in verschiedenen Richtungen berücksichtigen. Gelegentlich scheinen die Monologe ungrammatisch zu sein, und bei anderen scheinen sich die Charaktere von ihren Worten abzuwenden. Es gibt einen Effekt, der dem Bewusstseinsstrom ähnelt. Der Text entwickelt sich jedoch linear zwischen den überlappenden Geschichten der vier Protagonisten. Ellipsis in der Erzählung, verbunden mit der Einfachheit der Bühnenbewegung und dem Rahmen einer überwiegend statischen Darbietung, weisen sowohl auf Ritus als auch auf rituelles Theater hin.

## Struktur
Das Werk ist in Form einer Äußerlichkeit des Außenrahmens durch einen unzuverlässigen Erzähler erster Ordnung (der Erzähler von Z213: Exit) strukturiert, der die Voraussetzungen für die Entwicklung der inneren Geschichte schafft. In dieser Meistererzählung tragen vier Hyponarrative von Narrator (interne/zweite Ordnung), Chorus, LG und NCTV Fragmente der Geschichte aus ihrer eigenen Sicht bei. Während verschiedene Erzählungen im Spiel miteinander verflochten werden, treten neue Elemente in den Vordergrund, aber es gibt auch ein Gefühl, dass sich jede einzelne Erzählung mit den anderen überschneidet und einen Effekt der Mehrfachfokussierung erzeugt. Die Sprache des Textes ist einfach und idiomatisch, während die Syntax gelegentlich durch Lücken sowie unvollständige Sätze gestört wird. Teilfragmentierung verbindet sich jedoch mit einem eher konventionellen (wenn auch meist elliptischen) Sprachgebrauch, um den erzählerischen Charakter des Werkes voranzubringen.

## Titel
Eine frühere Version des Textes, die betrefflich und strukturell ähnlich ist, sich jedoch in Inhalt und Stil erheblich unterscheidet, wurde 2001 in griechischer und deutscher Sprache und 2005 in englischer Sprache unter dem Titel Nyctivoe veröffentlicht. Der Begriff Nyctivoe, ein seltenes altgriechisches Adjektiv, erscheint in einer Beschwörung der Mondgöttin in Magical Papyri, einer synkretischen Zusammenstellung von Texten aus der hellenistischen Zeit, die sich auf Zauberei und Volksreligion konzentriert. In der vorherigen Version des Buches ist Nyctivoe ein Eigenname, der der weiblichen Figur der Geschichte zugeschrieben wird, in der neuen Version durch NCTV (die Reihenfolge der Konsonanten in Nyctivoe) ersetzt.
Der aktuelle Titel bezieht sich sowohl auf die Umgebung, in der die Ereignisse im Buch beschrieben werden, als auch auf die Brücke, die im letzten Teil des Buches von der Menge gekreuzt wurde. Die Brücke als Symbol für den Übergang von der Welt der Lebenden zum Totenreich bezieht sich auf die Chinvat-Brücke in der zoroastrischen Religion. Die Brücke ist auch ein Symbol für einen Nichtplatz, der sich auf den Namen der Station (Nichtovo) bezieht, an die sich der Erzähler des Buches erinnert. Aus gesellschaftlicher Sichtweise zu aktuellen Ereignissen wurde der Titel auch so interpretiert, dass er auf die „lebendige Brücke“ illegaler Einwanderer verweist, die ein gelobtes Land der Fülle suchen.

## Publikationshistorie und kritische Rezeption
Die erste Ausgabe von With the People from the Bridge hatte bis Herbst 2018 eine Reihe von einstimmig positiven internationalen Rezensionen erhalten. Das Buch war Gegenstand zahlreicher wissenschaftlicher Kritik und erscheint auch in den Lehrinhalten verschiedener Universitätslehrpläne zur postmodernen Fiktion. Eine zweite überarbeitete Ausgabe wurde im Oktober 2018 veröffentlicht. Das Buch erschien erstmals in deutscher Sprache in Form der ersten Fassung Nyctivoe von CTL-Presse, Hamburg, in einer zweibändigen griechisch-deutschen Ausgabe anlässlich der Frankfurter Buchmesse 2001. Die endgültige vollständige Trilogie-Ausgabe erschien im April 2020 im Klak Verlag. Die deutsche Ausgabe wurde vom Krautreporter als bestes in Deutschland veröffentlichtes Gedichtband des Jahres 2020 ausgewählt.